# Pseudosericostoma simplississimum
Pseudosericostoma simplississimum är en nattsländeart som beskrevs av Schmid 1957. Pseudosericostoma simplississimum ingår i släktet Pseudosericostoma och familjen Helicophidae. Inga underarter finns listade i Catalogue of Life.